# Sarah Hyland
Sarah Jane Hyland (ur. 24 listopada 1990) – amerykańska aktorka, występująca jako Haley Dunphy w serialu komediowym produkcji ABC, Współczesna rodzina (Modern Family). Grała również w wielu innych filmach i serialach, m.in. w Szalonych Mamuśkach (Cougras Inc) jako Courtney, Wymarzonym luzerze jako Dylan Schoenfield, Chłopakach do wzięcia jako Ava. 
Od 2017 jest w związku z Wellsem Adamsem. Zaręczyli się w lipcu 2019.